# Karl Ludwig Felix Machatschki
Karl Ludwig Felix Machatschki (Arnfels, 22 settembre 1895 – Vienna, 17 febbraio 1970) è stato un mineralogista austriaco.
Docente nell'università di Vienna e socio straniero dell'Accademia dei Lincei dal 1951, fu valente cristallografo.
Da lui prende nome la machatschkiite.